# Михайло Михайлович Донець-Захаржевський
Михайло Михайлович Донець-Захаржевський -  полковник Сумського слобідського козацького полку (з 1748 року).

## Життєпис
Син Михайла Костянтиновича. Став полковником в 1748 році тому що його попередник був відсторонений через жадібність. Був полковником аж до смерті в 1760.
Одружений з Анастасією Петрівною (при народженні Штепа). Родина мала дітей: Андрія, Якова, Петра, Костянтина, Миколу та Михайла.